# Fuerzas Armadas de Letonia
Las Fuerzas Armadas de Letonia (en letón: Latvijas Nacionālie bruņotie spēki), o NBS, son las Fuerzas Armadas de defensa de Letonia. Se basa en una fuerza profesional móvil de respuesta rápida y en un segmento de reserva al que se puede recurrir con relativa rapidez para su movilización en caso de necesidad. Las Fuerzas Armadas Nacionales están compuestas por las Fuerzas Terrestres, las Fuerzas Navales, la Fuerza Aérea y la Guardia Nacional. Sus principales tareas son proteger el territorio del Estado, participar en Operaciones Militares Internacionales y prevenir amenazas a la Seguridad Nacional.

## Misión
La misión de las Fuerzas Armadas Nacionales (FAN) es defender la soberanía y la integridad territorial de la nación y defender a su población contra las agresiones armadas extranjeras o nacionales. Para llevar a cabo estas tareas, las FAN se ocupan de la defensa de la nación, de su espacio aéreo y de las aguas territoriales nacionales, participan en operaciones de respuesta a crisis a gran escala, realizan operaciones de rescate de emergencia y participan en operaciones internacionales de mantenimiento de la paz.
La misión principal de las Fuerzas Armadas Nacionales es:
- Velar por la inviolabilidad de todo el territorio nacional, sus aguas y su espacio aéreo;
- Participar en operaciones internacionales;
- Participar en la eliminación de amenazas nacionales;
- Garantizar la formación del personal y de las reservas militares;
- Garantizar la modernización y el perfeccionamiento de la formación profesional de combate.

## Historia

### Guerra de la Independencia, tiempo de paz (1919-1940)
Las Fuerzas Armadas de Letonia se formaron por primera vez poco después de la proclamación del nuevo Estado en noviembre de 1918 tras la Primera Guerra Mundial, con la fundación oficial de las Fuerzas Armadas de Letonia (en letón: Latvijas Bruņotie spēkien) el 10 de julio de 1919, cuando se fusionaron la Brigada de Letonia del Norte y la Brigada de Letonia del Sur, leales al Gobierno Provisional de Letonia. El experimentado general Dāvids Sīmansons fue nombrado primer Comandante en Jefe. Al final de la guerra de Independencia de Letonia, el ejército letón contaba con 69.232 hombres.

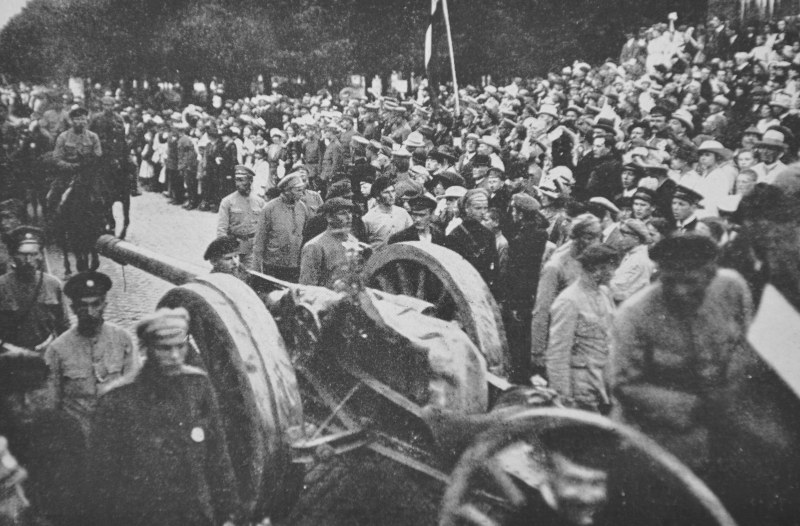
La Brigada de Letonia del Norte a mediados de 1919

En términos de equipamiento, el ejército de Letonia durante su primer período de Independencia (1919-1940) estaba armado principalmente con armas y pertrechos británicos. Se cree que el soldado de infantería de Letonia medio en la década de 1930 llevaba 31,4 kg de equipo en los meses de invierno, y alrededor de 29,1 kg en verano. El principal fusil de servicio era el Enfield británico modelo 1914, y la cantidad de munición estándar para un soldado de infantería era de 45 cartuchos de calibre .303 (7,7 mm). Además, las tropas tenían acceso a tres tipos diferentes de granadas de mano (de defensa, de ataque y de fusil). El Ejército de Letonia había adquirido una gran variedad de ametralladoras de diferentes calibres, a través de diversos medios: trofeos adquiridos a fuerzas hostiles durante la Guerra de la Independencia, donaciones aliadas y posteriores compras oficiales del Estado. Entre las ametralladoras ligeras se encontraban la francesa Chauchat, la danesa Madsen y la británica Lewis (que se convirtió en la principal ametralladora ligera del Ejército de Letonia). La principal ametralladora pesada era la ametralladora británica Vickers de calibre .303 (7,7 mm), aunque el ejército también mantenía en reserva ametralladoras rusas PM M1910. En general, el Ejército letón carecía de armas automáticas de todos los calibres, y las que tenía estaban cada vez más anticuadas hacia el comienzo de la Segunda Guerra Mundial (la mayoría de las armas en servicio procedían de la Primera Guerra Mundial). En cuanto al armamento pesado, el ejército de Letonia había adquirido un número bastante elevado de sistemas de artillería de diferentes calibres, alrededor de 400 piezas de artillería en total (aunque la mayoría de ellas estaban anticuadas y desgastadas debido al uso intensivo y a la edad). El principal cañón de artillería para el apoyo a la infantería era el cañón de campaña británico QF de 18 libras y el obús británico QF de 4,5 pulgadas, aunque también había varios tipos de cañones de artillería franceses, alemanes y rusos en reserva. En cuanto a las armas antitanque, en 1938 el ejército recibió los cañones antitanque austriacos Cannone da 47/32 de 47 mm, que fueron razonablemente eficaces contra los primeros tanques de la Segunda Guerra Mundial. En cuanto a los morteros de infantería, se adquirieron varios morteros de 81 mm a Finlandia a finales de la década de 1930, pero no está claro cuántos se habían entregado y estaban en servicio al comienzo de la Segunda Guerra Mundial. En cuanto al equipamiento individual, los cascos estándar eran Stahlhelms M1916/18 excedentes o cascos Adrian.

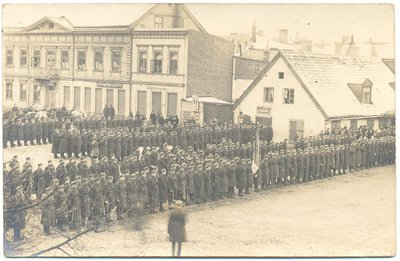
Soldados letones en Liepāja en noviembre de 1920

En cuanto a vehículos, el ejército de Letonia carecía seriamente de transporte motorizado, por lo que tenía que depender sobre todo del ferrocarril y de los coches de caballos para la mayoría de sus necesidades logísticas. La cúpula militar hizo un esfuerzo por resolver este problema a finales de la década de 1930 con la compra de un pequeño número de automóviles, camiones, tractores de artillería y motocicletas, pero al comienzo de la Segunda Guerra Mundial, sólo una pequeña parte de los militares letones tenía acceso a vehículos motorizados. En cuanto a vehículos blindados, el ejército letón disponía de seis trenes blindados, una tanqueta Carden Loyd, siete carros blindados y 24 tanques de diversos diseños y capacidades de combate. En cuanto al poder aéreo, al comienzo de la Segunda Guerra Mundial las Fuerzas Aéreas letonas contaban con unos 30 cazas y 24 aviones de reconocimiento, de los cuales sólo algunos eran los relativamente modernos cazas Gloster Gladiator, 24 aviones de entrenamiento y 6 hidroaviones. Así pues, el ejército de Letonia durante el periodo de entreguerras era más o menos comparable, tanto en equipamiento como en tamaño, al de sus otros vecinos bálticos, como Estonia, Lituania y Finlandia. Las Fuerzas Armadas también contaban con el apoyo de la organización de voluntarios Aizsargi.

### Segunda Guerra Mundial y ocupación de los países bálticos (1939-1991)

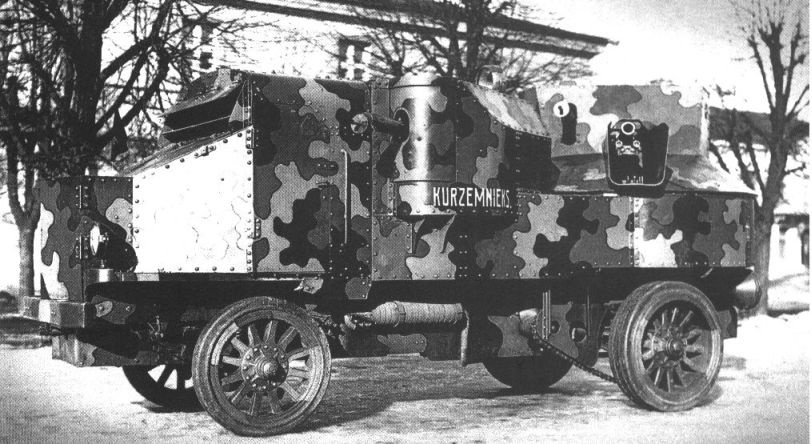
Vehículo blindado Garford-Putilov "Kurzemnieks" del ejército de Letonia, años 20

Sin embargo, el problema y el defecto más crucial tanto para el ejército de Letonia como para los demás ejércitos de los Estados bálticos en vísperas de la Segunda Guerra Mundial tenía que ver con la incapacidad de organizar una cooperación militar eficaz entre todos los Estados bálticos en caso de una nueva guerra en la región. El mando letón en el periodo de entreguerras había prestado muy poca atención a cualquier posible coordinación de fuerzas con los ejércitos de Estonia o Lituania contra un posible enemigo, por lo que los militares letones planificaron sus acciones y su doctrina casi en completo aislamiento, ajenos a lo que hicieran sus vecinos del norte (Estonia) o del sur (Lituania). En última instancia, esto condujo a decisiones erróneas y cuestionables a la hora de crear planes de defensa tanto contra la Alemania nazi como contra la Unión Soviética (había planes separados hacia ambos posibles agresores), ya que el alto mando letón no estaba seguro de cómo reaccionarían los vecinos de Letonia en caso de que se iniciara un conflicto de este tipo.
Tras la ocupación soviética de Letonia en junio de 1940, durante la cual las Fuerzas Armadas no intervinieron siguiendo órdenes, comenzó la aniquilación del ejército de Letonia. El ejército fue rebautizado primero como Ejército Popular de Letonia (en letón: Latvijas Tautas armija) y en septiembre-noviembre de 1940 como 24.º Cuerpo Territorial de Fusiles del Ejército Rojo. El cuerpo estaba formado por las 181.ª y 183.ª divisiones de fusileros. En septiembre el cuerpo contaba con 24.416 hombres, pero en otoño fueron licenciados más de 800 oficiales y unos 10.000 instructores y soldados. Las detenciones de soldados continuaron en los meses siguientes. En junio de 1940, todo el Cuerpo Territorial fue enviado al campo de Litene. Antes de abandonar el campo, los letones reclutados en 1939 fueron desmovilizados y sustituidos por unos 4.000 soldados rusos de los alrededores de Moscú. El 10 de junio, los oficiales superiores del cuerpo fueron enviados a Rusia, donde fueron arrestados y la mayoría fusilados. El 14 de junio, al menos 430 oficiales fueron arrestados y enviados a campos del Gulag. Tras el ataque alemán contra la Unión Soviética, del 29 de junio al 1 de julio se desmovilizaron más de 1980 soldados letones, por temor a que pudieran volver sus armas contra los comisarios y oficiales rusos. Simultáneamente, muchos soldados y oficiales desertaron y, cuando el cuerpo cruzó la frontera letona hacia la RSFS de Rusia, sólo quedaban unos 3.000 soldados letones. Durante y después de la Segunda Guerra Mundial, muchos antiguos veteranos formaron parte de los combatientes del movimiento de resistencia antisoviético National Partisan, que se oponía a la continua ocupación soviética.

### Tras la independencia (1991-presente)

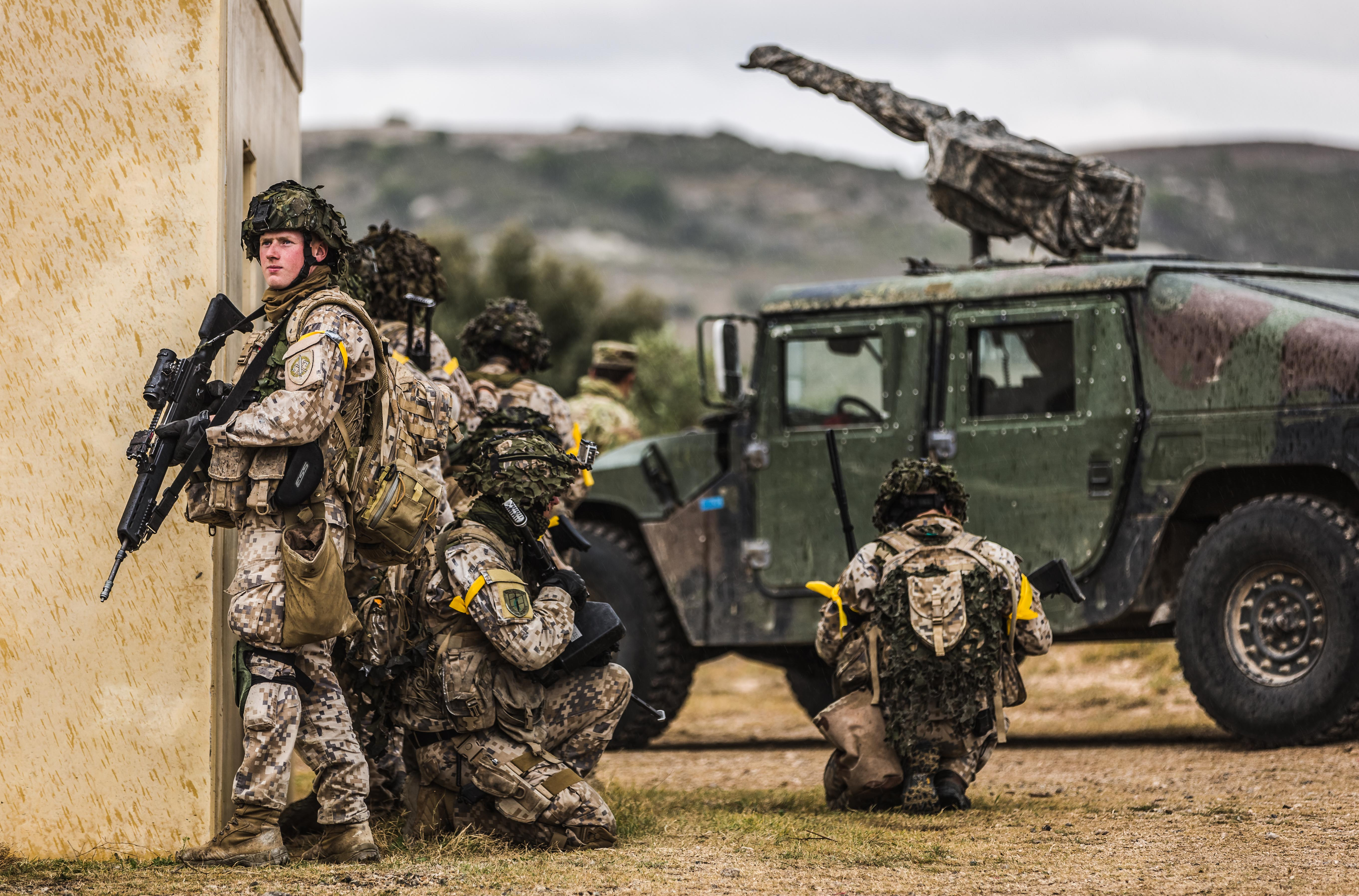
Soldados letones durante el ejercicio de la OTAN "Trident Juncture 2015"

El origen de las actuales Fuerzas Armadas de Letonia se remonta a la creación de la Guardia Nacional Letona o Zemessardze el 23 de agosto de 1991, que sirvió como primera fuerza de defensa organizada tras la restauración de la independencia de Letonia. A diferencia de otras Repúblicas Soviéticas, es una de las fuerzas militares de los Estados Bálticos que no se formaron a partir del Distrito Militar Báltico. Desde el principio, las fuerzas de defensa reconstituidas se modelaron según las normas de la OTAN con la ayuda de Estados Unidos, Reino Unido, Suecia, etc.
Un momento notable en la historia de las Fuerzas Armadas es la adhesión a la Organización del Tratado del Atlántico Norte el 29 de marzo de 2004, después de que Letonia recibiera un Plan de Acción para la Adhesión en 1999 y, finalmente, se le extendiera una invitación a ella y a otros seis países durante la cumbre de Praga de 2002. Anteriormente, Letonia fue cofundadora del Consejo de Cooperación del Atlántico Norte en 1991 y se unió al programa de Asociación para la Paz en 1994.
Desde la década de 1990, el personal de la NAF ha sido desplegado en varias misiones de mantenimiento de la paz, adiestramiento y apoyo: la Fuerza de Estabilización de la OTAN en Bosnia y Herzegovina (SFOR) de 1996 a 2004; la Fuerza para Kosovo (KFOR) de 2000 a 2009; la Misión de Adiestramiento de la OTAN en Irak (NTM-I) de 2005 a 2006, la Fuerza Internacional de Asistencia para la Seguridad (ISAF) de la OTAN de 2003 a 2015, la Misión de Apoyo Decidido de 2015 a 2021 y otras.

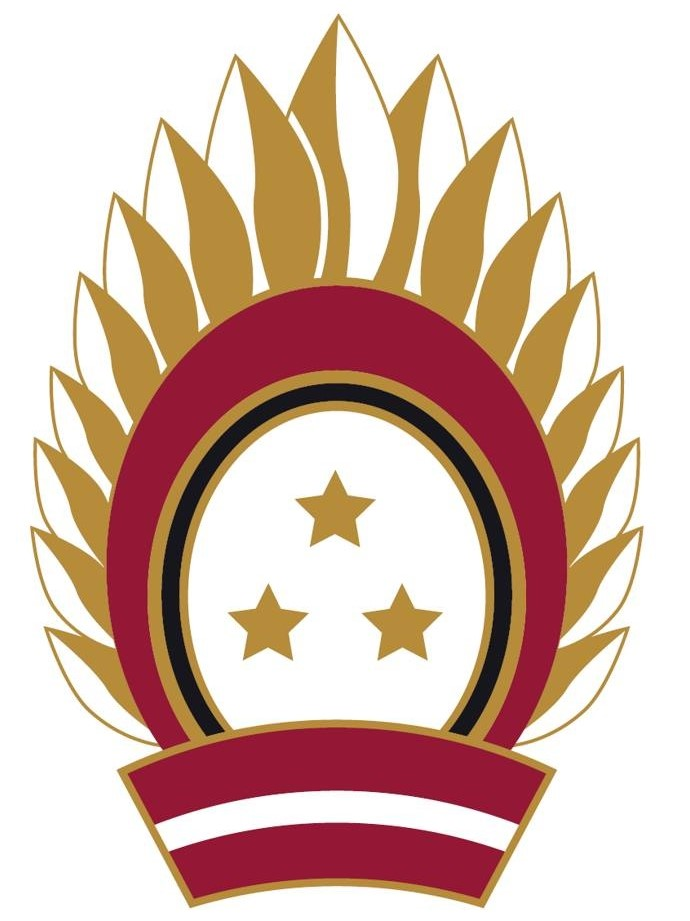
Insignia de la gorra del uniforme de campaña

En 2007, Letonia abolió el Servicio Militar Obligatorio, pasando a un modelo de Servicio Profesional Voluntario. Sin embargo, tras el inicio de la Guerra Ruso-Ucraniana en 2014, reaparecieron los llamamientos para reintroducir el Servicio Militar Obligatorio, siendo la invasión total de Ucrania por parte de Rusia en 2022 un impulso decisivo para este movimiento, a pesar del escepticismo inicial de los máximos dirigentes de las Fuerzas Armadas Nacionales y del Ministerio de Defensa. En julio de 2022, el ministro de Defensa Artis Pabriks anunció un plan para la reintroducción del servicio militar - oficialmente llamado Servicio de Defensa Nacional (en letón: Valsts aizsardzības dienestsen VAD) - primero de forma voluntaria y más adelante de forma obligatoria para los varones de entre 18 y 27 años, a partir de enero de 2023. El Gobierno de Letonia apoyó el plan en septiembre, y el siguiente paso necesario es la aprobación de la Saeima. El Consejo de Ministros también apoyó el período transitorio propuesto de 2023 a 2028, que la duración del servicio fuera de 10 meses y que el servicio pudiera posponerse hasta los 26 años. Las opciones alternativas de Servicio consistirían en servir en una unidad de la Guardia Nacional a tiempo parcial durante 5 años; el Servicio Civil para quienes no sean aptos para el Servicio Militar por motivos de salud o Cursos Militares especiales para estudiantes.

## Estructura

Estructura de las Fuerzas Armadas de Letonia, 2019

Las Fuerzas Armadas están compuestas por:
- Cuartel General Conjunto de la NAF
- Cuartel General Conjunto de la NAF
- Ejército de Tierra
- Fuerzas Navales
- Fuerza Aérea
- Guardia Nacional
- Mando de Operaciones Especiales
- Policía Militar
- Batallón de Estado Mayor de la NAF
- Mando de Adiestramiento y Doctrina
- Comando de apoyo

El Servicio de Seguridad del Parlamento y del Presidente del Estado formaba parte de las Fuerzas Armadas hasta su fusión con la Policía Militar en 2009.

## Personal

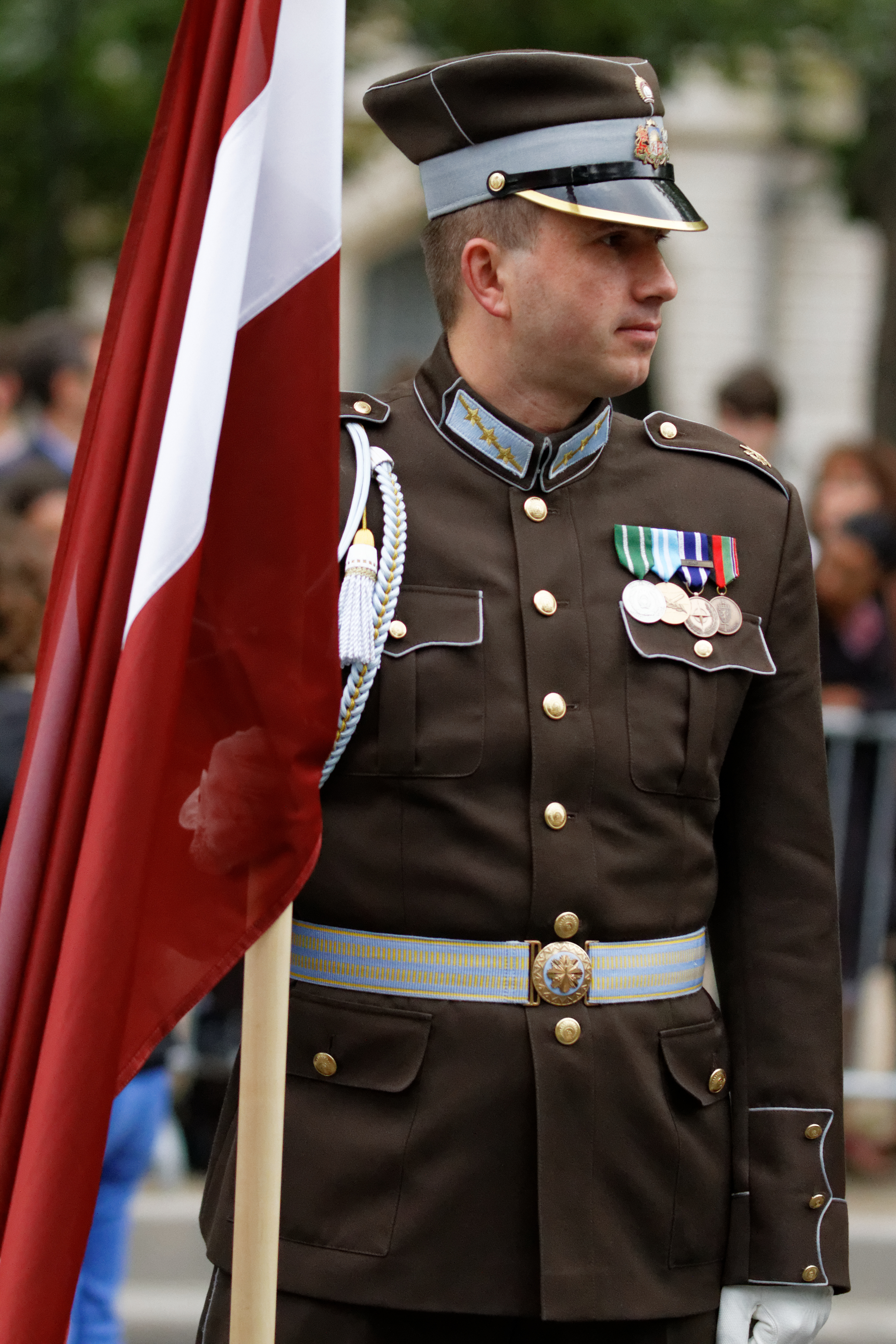
Guardia de color del Batallón de Estado Mayor del Ejército de Letonia en el desfile militar del Día de la Bastilla, 2014.

Las Fuerzas Armadas de Letonia están compuestas por las Fuerzas Regulares, la Guardia Nacional y la Reserva. El 1 de enero de 2007 se abolió el Servicio Militar Obligatorio y, desde entonces, las Fuerzas Regulares están integradas únicamente por soldados profesionales. Los reclutas deben tener 18 años o más. En junio de 2018, había 5500 soldados en servicio activo, 8000 guardias nacionales. A finales de 2017, había 7900 soldados de reserva registrados, de los cuales unos 5000 eran soldados profesionales retirados. Según el Concepto de Defensa Nacional, las Fuerzas Armadas Nacionales deben mantener 25000 efectivos militarmente entrenados, incluidos 6500 soldados profesionales, 8005 guardias nacionales y 3010 soldados de reserva (entrenados). La formación de la reserva comenzó en 2015.

### Conscripción
El 5 de abril de 2023, Letonia decidió reintroducir el Servicio de Defensa Nacional obligatorio en respuesta a la actual invasión rusa en Ucrania.
El primer Servicio Militar Voluntario comenzará el 1 de julio de 2023, y los voluntarios deberán presentar su solicitud antes del 15 de mayo de 2023. La ley prevé dos tipos de servicio: militar y alternativo (Servicio Civil). Los varones nacidos después del 1 de enero de 2004 están sujetos al Servicio Obligatorio, mientras que los varones y mujeres de entre 18 y 27 años pueden presentarse voluntariamente. La ley exime a ciertas personas, entre las que se incluyen aquellas cuyo estado de salud no cumpla los requisitos del servicio, los tutores únicos de menores, los cuidadores únicos de personas dependientes y aquellos que hayan prestado servicio en un país diferente si tienen doble nacionalidad.
En el reclutamiento de otoño de 2023, a 14 de noviembre, sólo 170 personas se presentaron voluntarias para el servicio, lo que significa que para llegar a mil el 1 de diciembre, puede que sea necesario utilizar el principio de selección aleatoria para el reclutamiento de otoño con el fin de reclutar el número de personas necesario.

## Operaciones

### Cooperación internacional

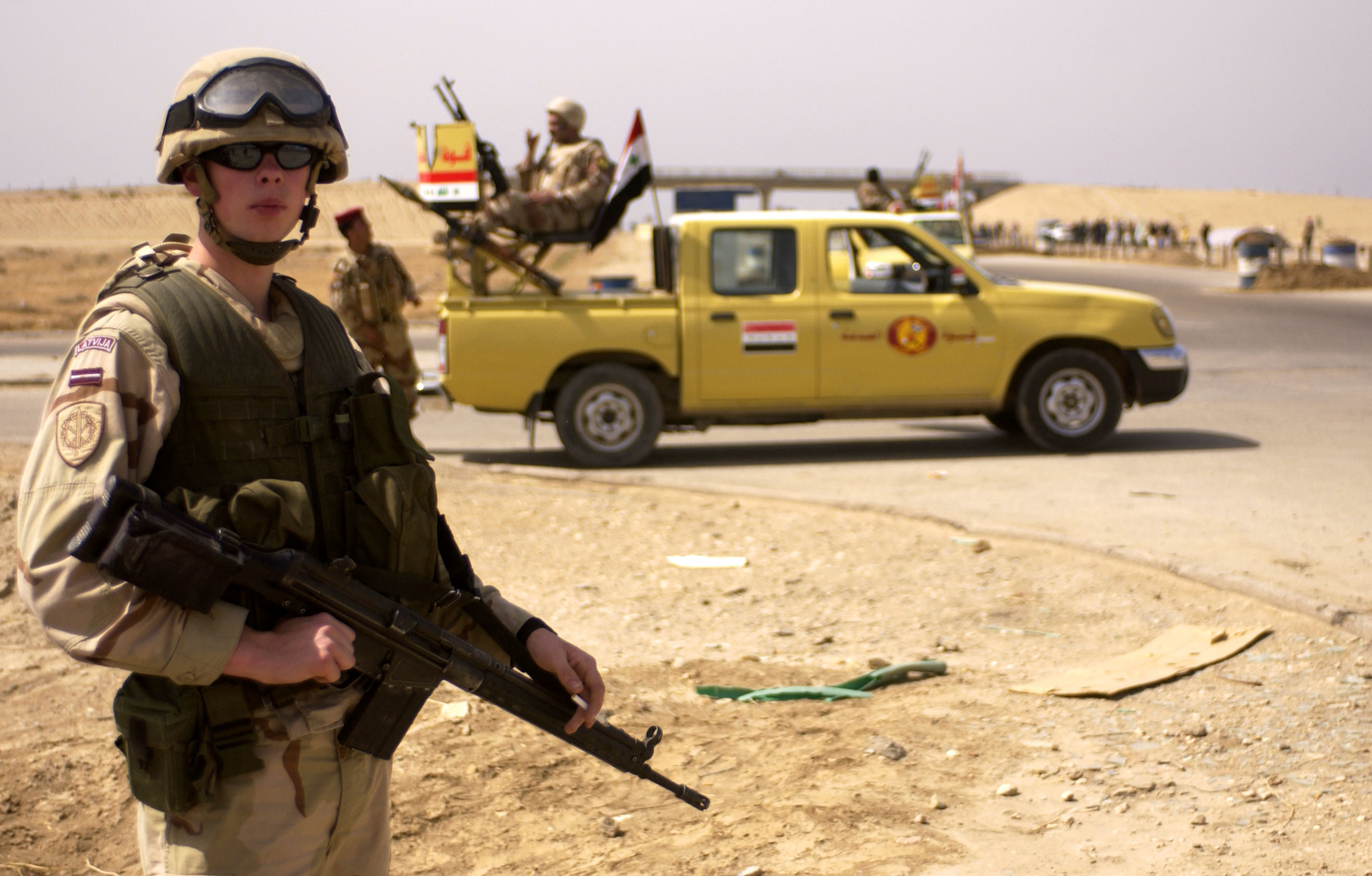
Soldado del 2.º batallón del Ejército de Letonia en Iraq, 2006

Además de ocuparse de la defensa nacional, las FAN también reaccionan inmediatamente ante las amenazas a otros aliados y ante las crisis internacionales.
Letonia coopera con Estonia y Lituania en el batallón de infantería BALTBAT y el escuadrón naval BALTRON, que están disponibles para operaciones de mantenimiento de la paz.
Actualmente, la OTAN participa en el patrullaje y la protección del espacio aéreo letón, ya que el Ejército de Letonia no dispone de medios para ello. Para ello, una fuerza rotatoria de cuatro cazas de la OTAN, que procede de diferentes naciones y cambia a intervalos de dos o tres meses, tiene su base en Lituania para cubrir los tres estados bálticos (véase Policía Aérea del Báltico).

### Operaciones en curso
| Despliegue | Organización | Operación                      | Personal |
| ---------- | ------------ | ------------------------------ | -------- |
| Malí       | UE           | EUTM Malí                      | 4        |
| Malí       | ONU          | MINUSMA                        | 1        |
| Kosovo     | OTAN         | KFOR RC-E                      | 133      |
| Somalia    | UE           | Operación Atalanta             | 2        |
| Irak       | CJTF         | Operación Resolución Inherente | 1        |

## Modernización

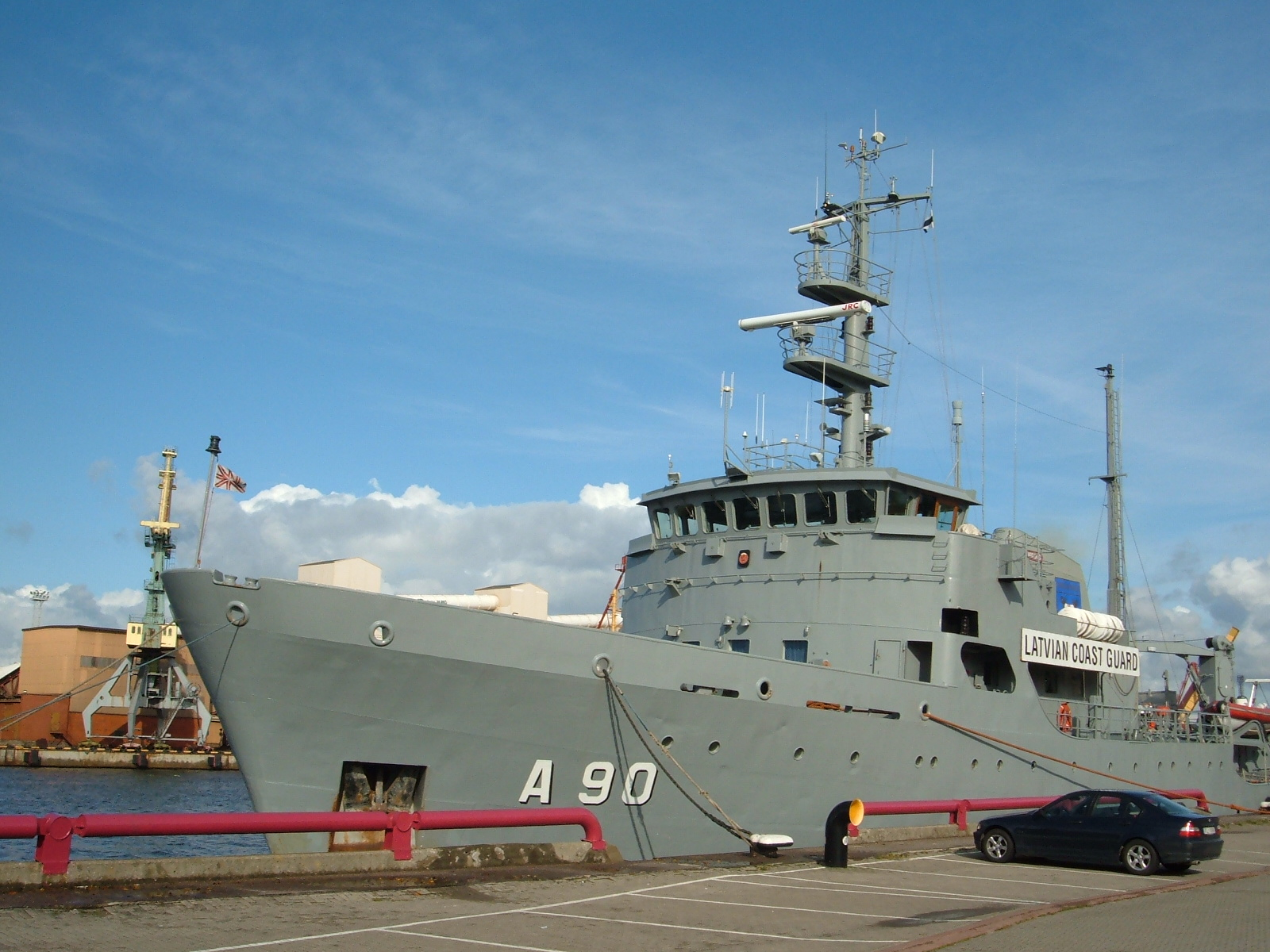
Barco guardacostas letón "Varonis"

Tras su ingreso en la Organización del Tratado del Atlántico Norte (OTAN), Letonia ha asumido la obligación de reforzar la defensa común en la medida de sus posibilidades. Para ello, cada Estado miembro de la OTAN delega sus formaciones militares, unidades de respuesta rápida, bien armadas y equipadas, capaces de operar más allá de las fronteras de la OTAN.
Tras su ingreso en la OTAN, la base del sistema de defensa de Letonia ha pasado de la defensa territorial total a la defensa colectiva. Letonia ha adquirido unidades de tropas pequeñas pero altamente profesionales que se han integrado plenamente en las estructuras de la OTAN. Los soldados de las Fuerzas Armadas Nacionales han participado en operaciones internacionales desde 1996. Se han creado unidades especializadas (por ejemplo, unidades de médicos militares, Policía Militar, neutralizadores de artefactos explosivos sin detonar, buzos militares y Fuerzas Especiales) para facilitar y mejorar la participación de las NAF en operaciones internacionales. Se ha prestado especial atención a la creación de una unidad que se ocupe de la identificación y eliminación de la contaminación nuclear.

## Lista de material militar

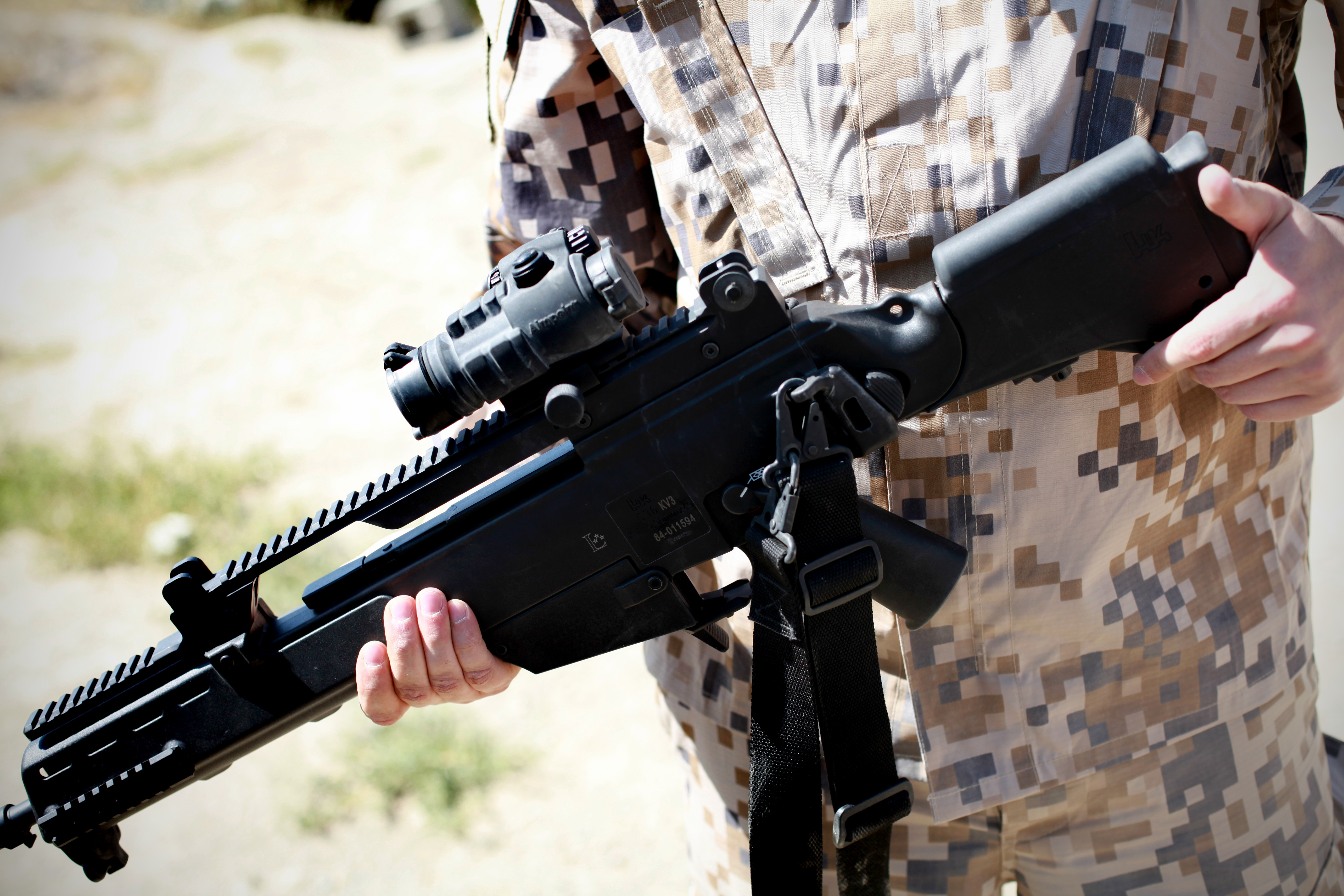
Heckler & Koch G36
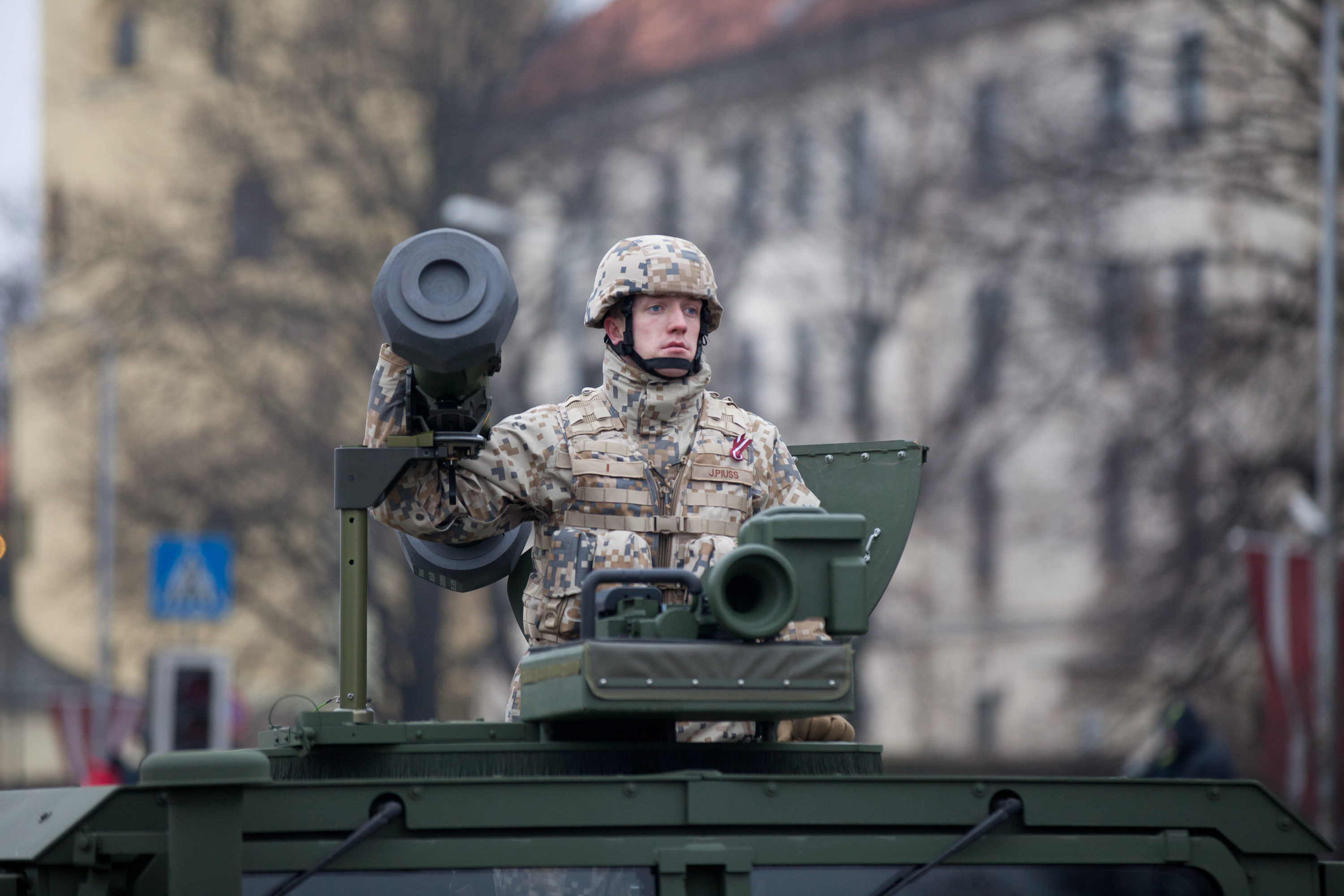
Spike ATGM
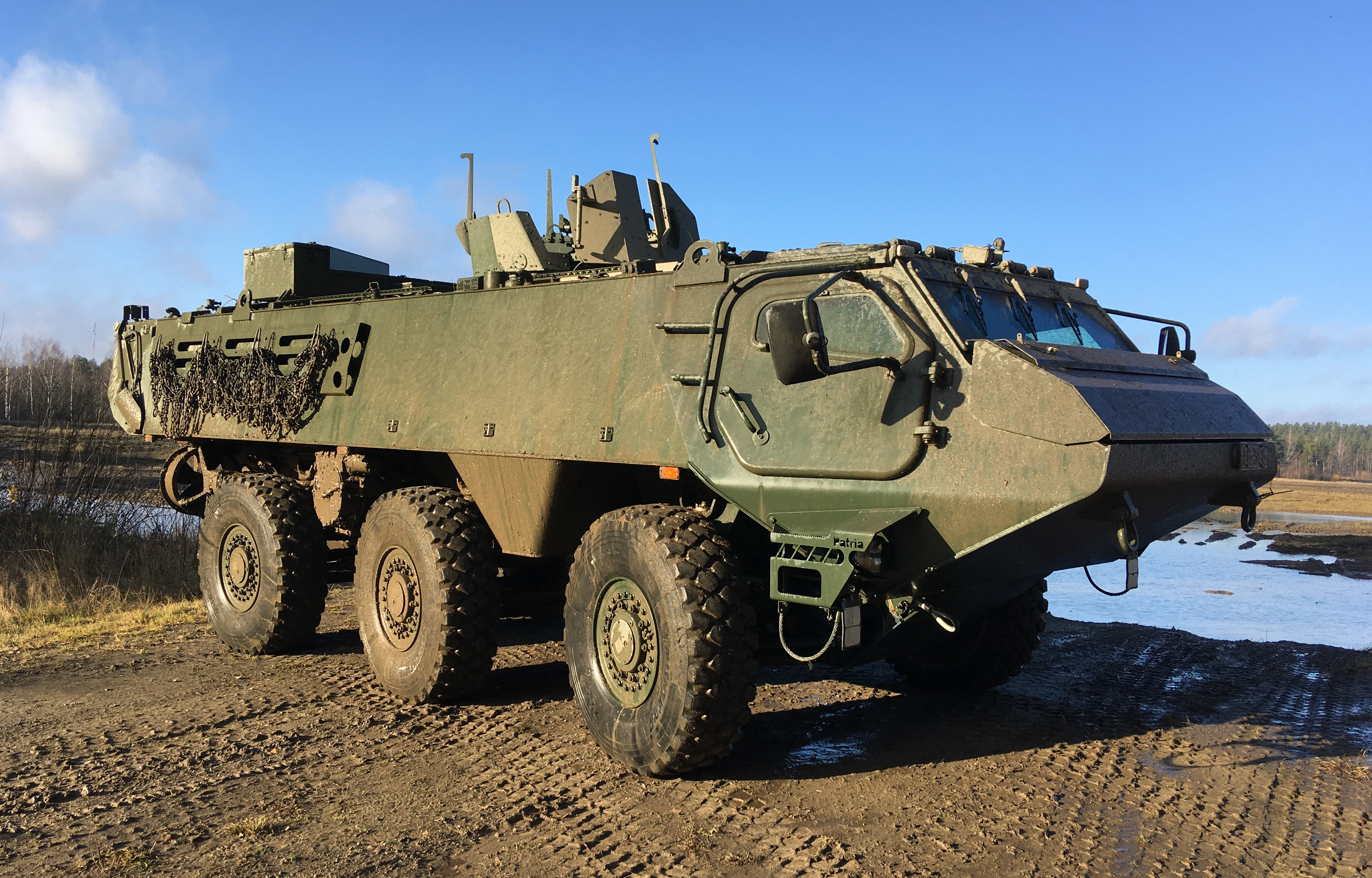
Patria 6×6
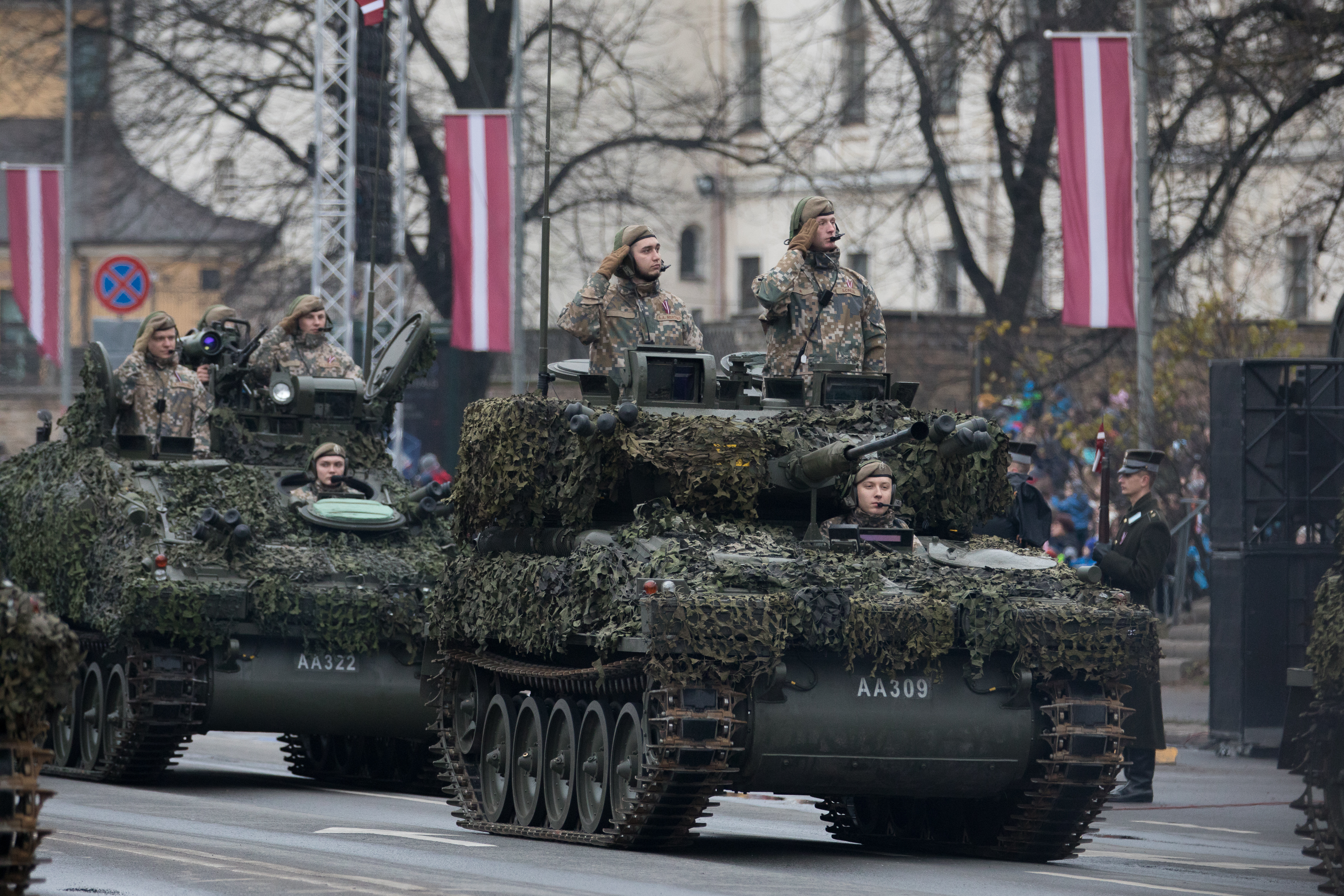
CVR(T)
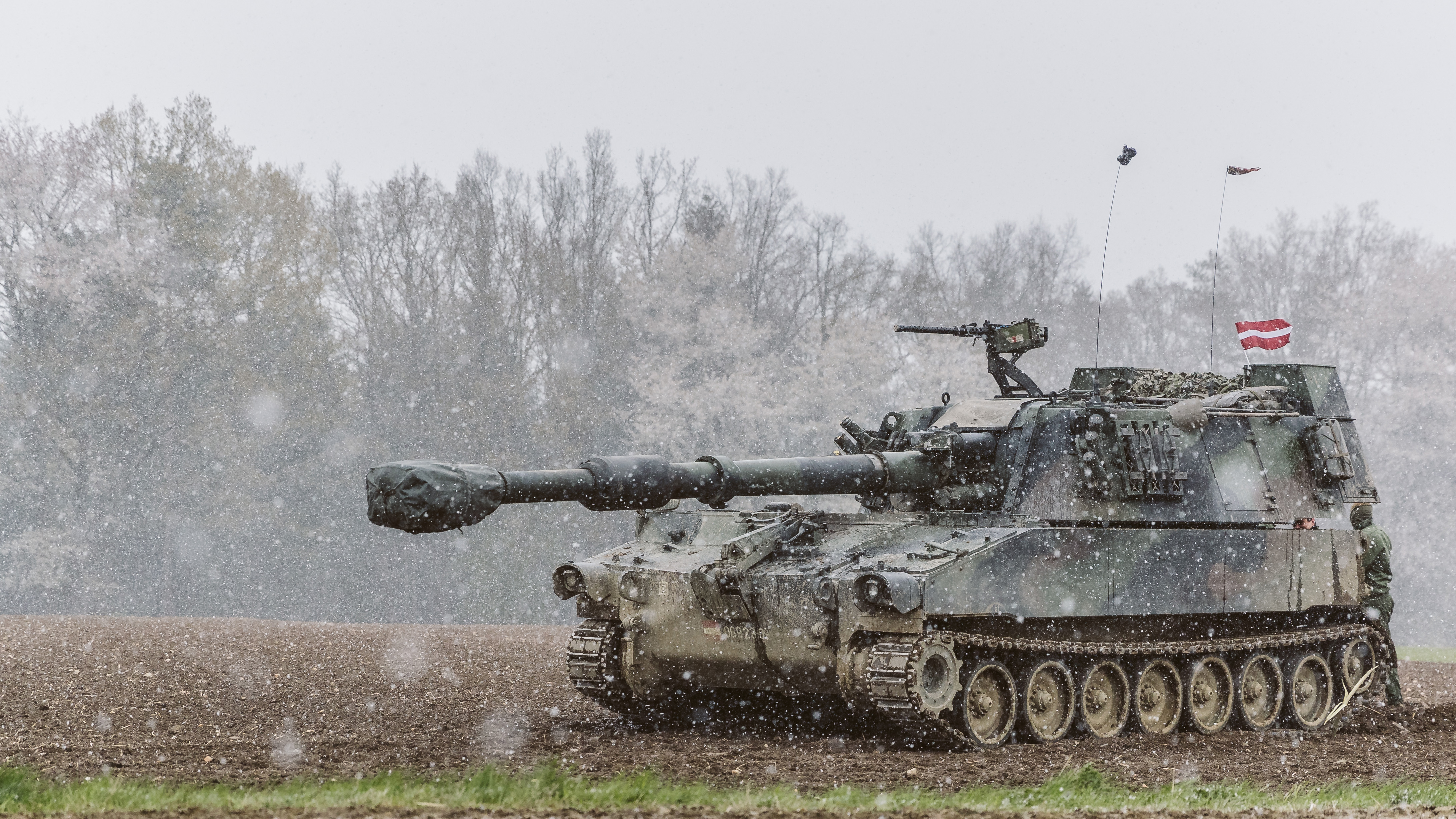
M109 howitzer